# Penna (Rochlitz)
Penna ist ein Ortsteil der Großen Kreisstadt Rochlitz im sächsischen Landkreis Mittelsachsen. Der Ort wurde mit seinem Ortsteil Stöbnig am 1. Januar 1994 nach Rochlitz eingemeindet.

## Geografie

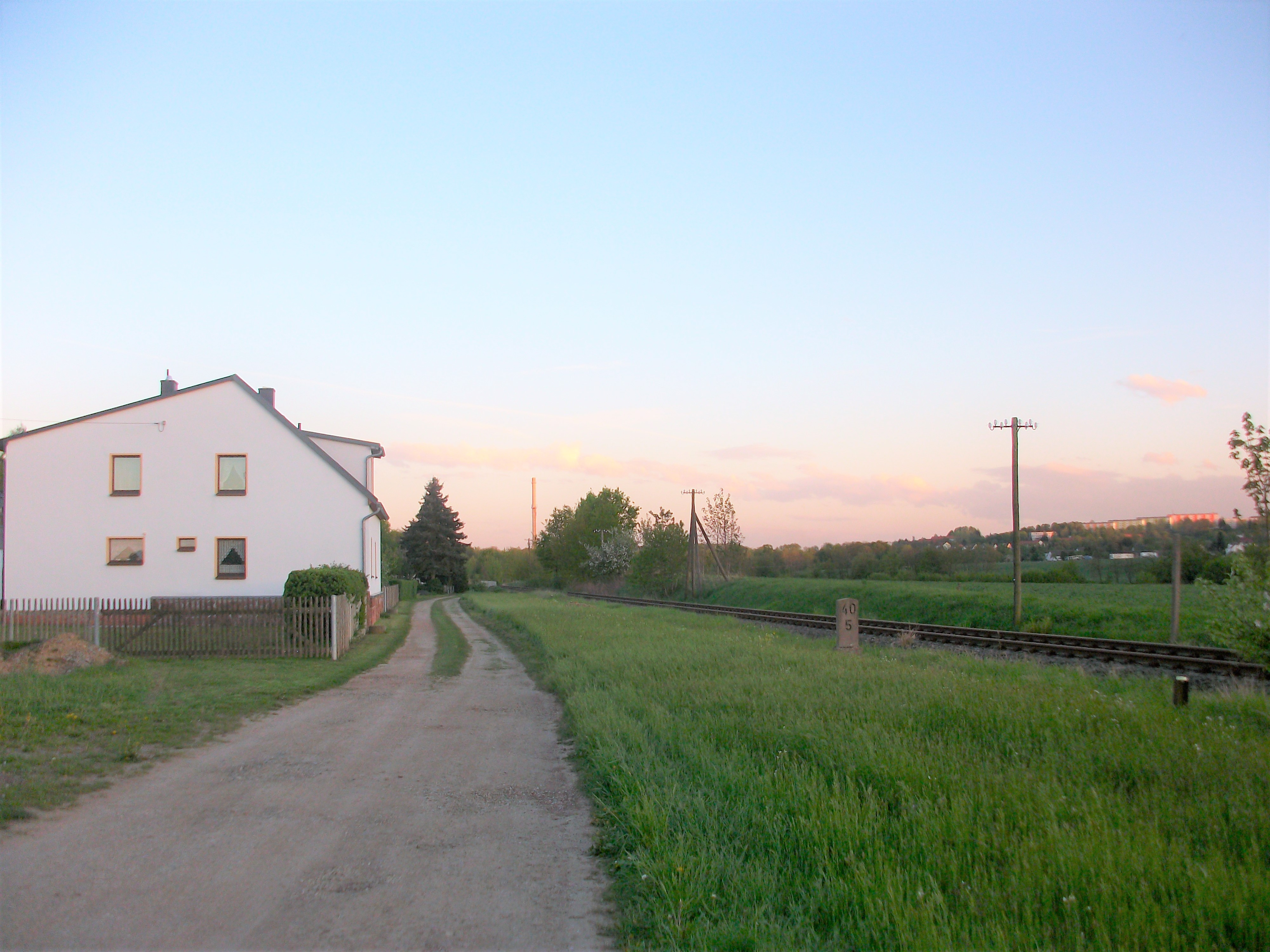
Ehemaliger Standort von Penna Ladestelle (3)

### Geografische Lage und Verkehr
Penna befindet sich nördlich von Rochlitz am Ostufer der Zwickauer Mulde. Im Ort mündet der Leitebach in die Zwickauer Mulde. Die Bundesstraße 175 wird bei dem südlich gelegenen Nachbarort Stöbnig erreicht. Durch Penna verläuft die Trasse der stillgelegten Bahnstrecke Glauchau–Wurzen, an welcher der Ort eine Ladestelle hatte.

### Nachbarorte
| Weiditz  |                                             | Kralapp   |
| Doberenz | Kompassrose, die auf Nachbargemeinden zeigt | Ceesewitz |
| Rochlitz | Stöbnig                                     |           |

## Geschichte

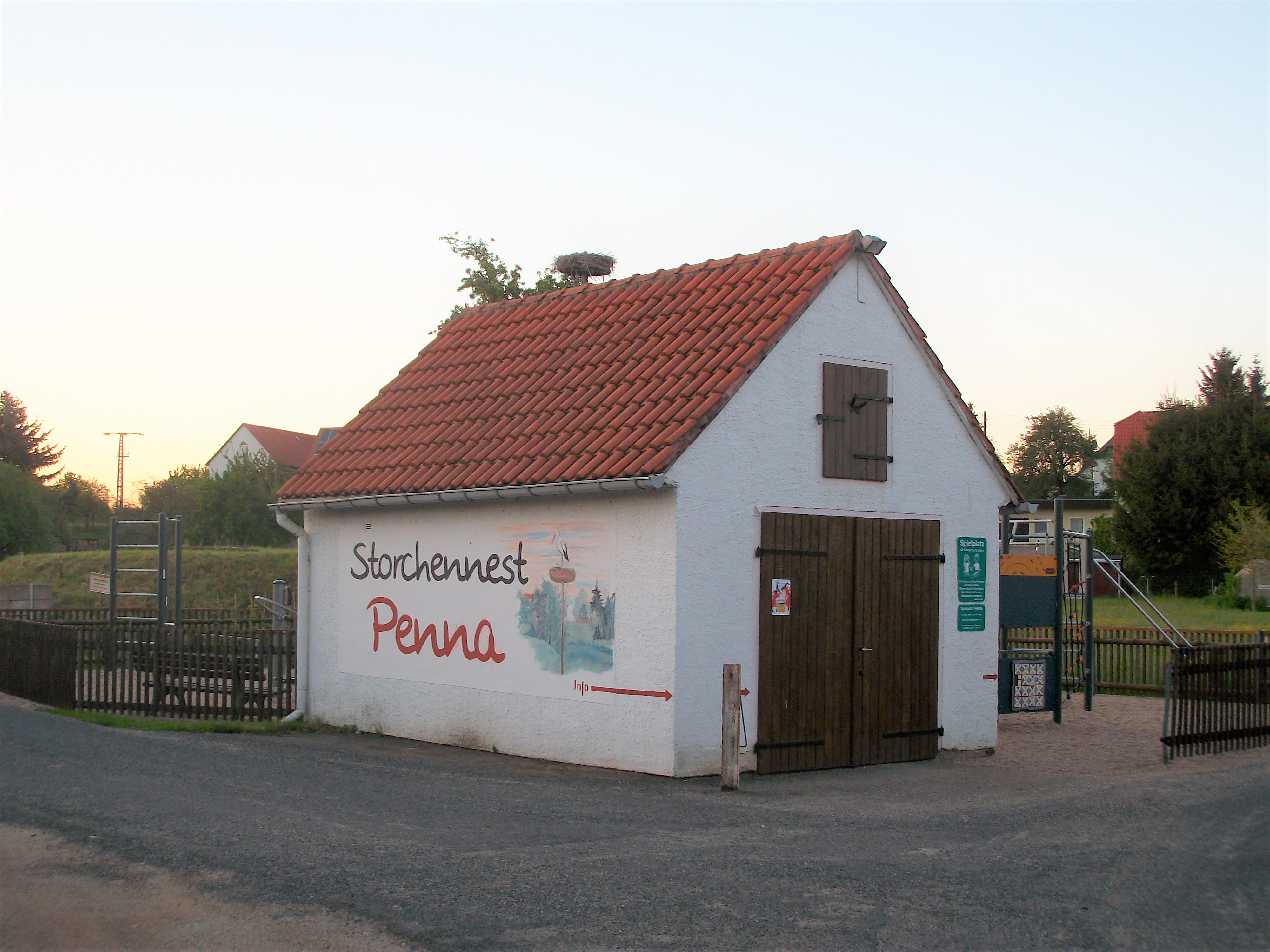
Spielplatz beim Storchennest Penna

Das Platzdorf Penna wurde im Jahr 1350 als „Penen“ erwähnt. Bezüglich der Grundherrschaft gehörte Penna im Jahr 1548 anteilig der Pfarre und dem Rat zu Rochlitz. Nach 1764 bis 1856 unterstand der Ort komplett als Amtsdorf dem kursächsischen bzw. königlich-sächsischen Amt Rochlitz. Kirchlich ist der Ort seit jeher nach Seelitz gepfarrt. Bei den im 19. Jahrhundert im Königreich Sachsen durchgeführten Verwaltungsreformen wurden die Ämter aufgelöst. Dadurch kam Penna im Jahr 1856 unter die Verwaltung des Gerichtsamts Rochlitz und 1875 an die neu gegründete Amtshauptmannschaft Rochlitz.
Am 1. Juli 1950 erfolgte die Eingemeindung von Stöbnig. Durch die zweite Kreisreform in der DDR im Jahr 1952 wurde die Gemeinde Penna dem Kreis Rochlitz im Bezirk Chemnitz (1953 in Bezirk Karl-Marx-Stadt umbenannt) angegliedert, der ab 1990 als sächsischer Landkreis Rochlitz fortgeführt wurde und 1994 im neu gebildeten Landkreis Mittweida und 2008 im Landkreis Mittelsachsen aufging. Mit der Eingemeindung von Penna nach Rochlitz wurden Penna und Stöbnig am 1. Januar 1994 Ortsteile von Rochlitz.